# サザン通り商店街
サザン通り商店街（サザンどおりしょうてんがい）は、神奈川県茅ヶ崎市にある商店街。

## 概要
1999年に「サザン通り」の愛称で呼ばれていた茅ケ崎駅からサザンビーチちがさきまで続く道の商店街を「サザン通り商店街」と改名したのが始まり。
サザンオールスターズのボーカル・桑田佳祐の出身地であることから、彼ゆかりのお店や商品が並ぶ。

## 交通
- JR東海道本線茅ケ崎駅南口から徒歩。